# Centro de Deportes de Eilat
Eilat Centro de Deportes se encuentra en el barrio Tzeelim noroeste de Eilat, Israel. El edificio cuenta con cerca de 2000 metros cuadrados en dos niveles. El nivel de entrada incluye la cancha de baloncesto principal, un escenario para actuaciones y asientos. La planta baja cuenta con un gimnasio, vestuarios, duchas, baños y salas de máquinas de cambiar. Los fondos necesarios para financiar el edificio, que costó unos 12 millones de shekels (unos 3,5 millones de dólares), vinieron de la organización Mifal HaPais, la lotería nacional de Israel y del municipio de Eilat.

## Diseño y Construcción
El edificio que ha diseñado por Moti Bodek, similar a cáscara de huevo elíptico que se trunca en los lados noroeste, por muros de pantallas que revelan el espacio de la actividad interior en el nivel de la calle. Esto deriva de la ubicacin del edificio en la esquina noroeste de la aérea de la escuela existente. La cáscara de la sala se compone de arcos de vigas de acero de diferentes Tamaños.Ellos son de apoyo de los paneles de estaño y madera. Apoya en un sistema de paneles de hojalata perforada acústica amarilla y varias capas de aislamiento térmico.
Chapas rigidas galvanizadas son apoyados por un sistema estructural secundario, capas de impermeabilización y la superposición exterior de paneles de aluminio rojo con aberturas para la ventilación y la evacuación de los humos. En el lado occidental, la cáscara desciende a la planta baja y revela un pasaje amplio iluminado que conduce al gimnasio, vestuarios y el patio interior abierto. La construcción fue terminada en septiembre de 2013.

## Galería

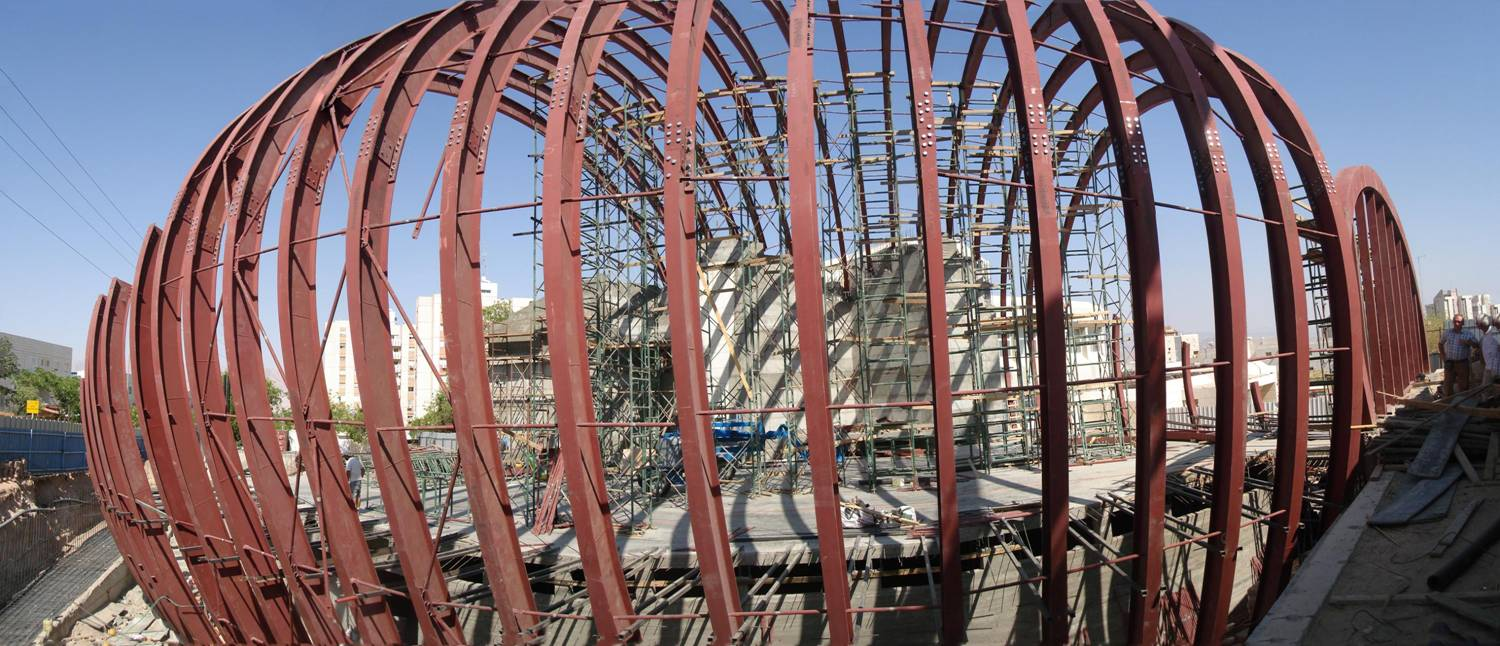
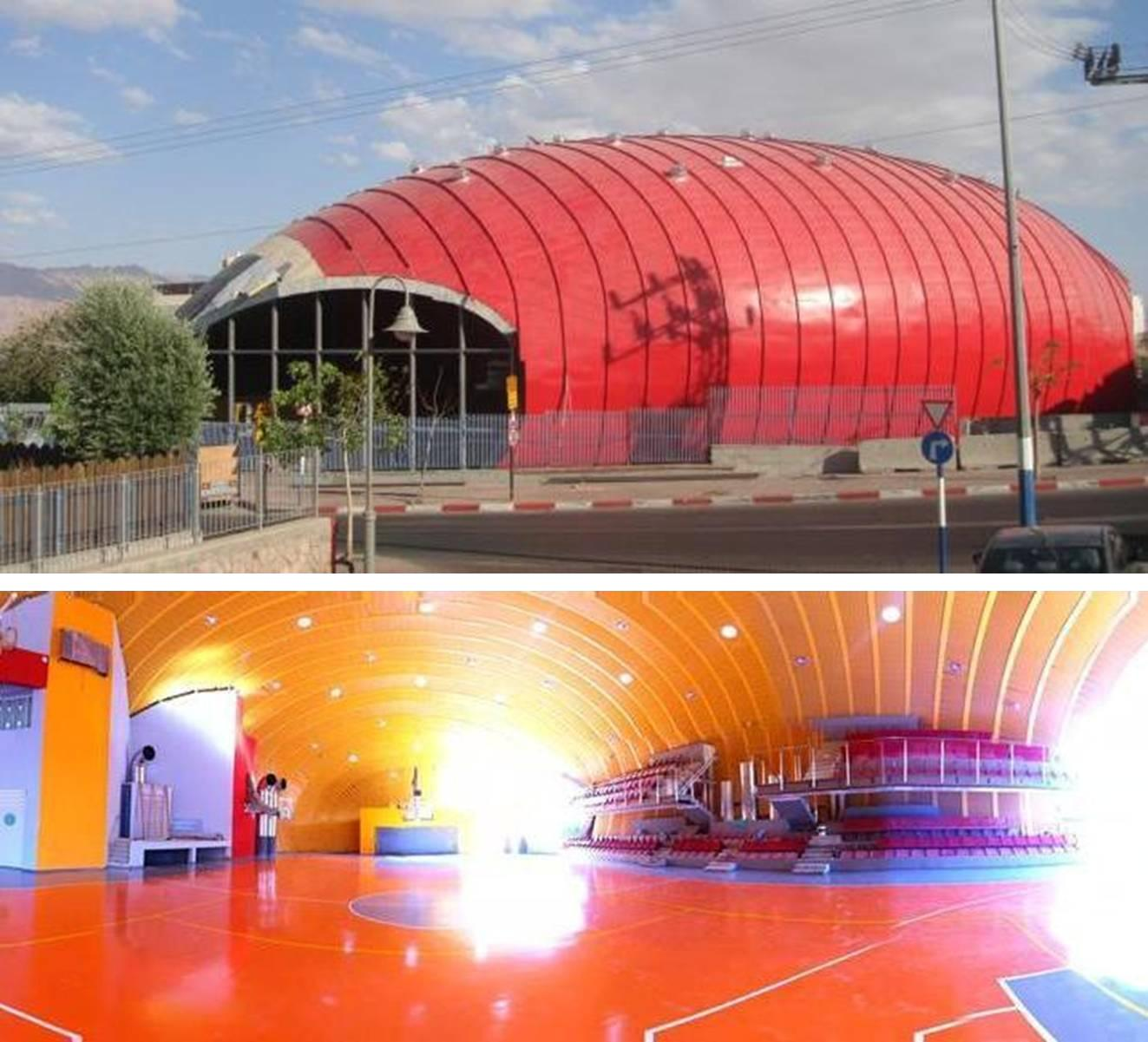
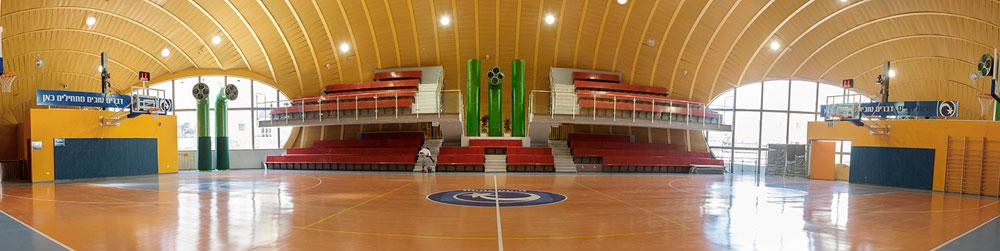
Foto por Eyal Tagar
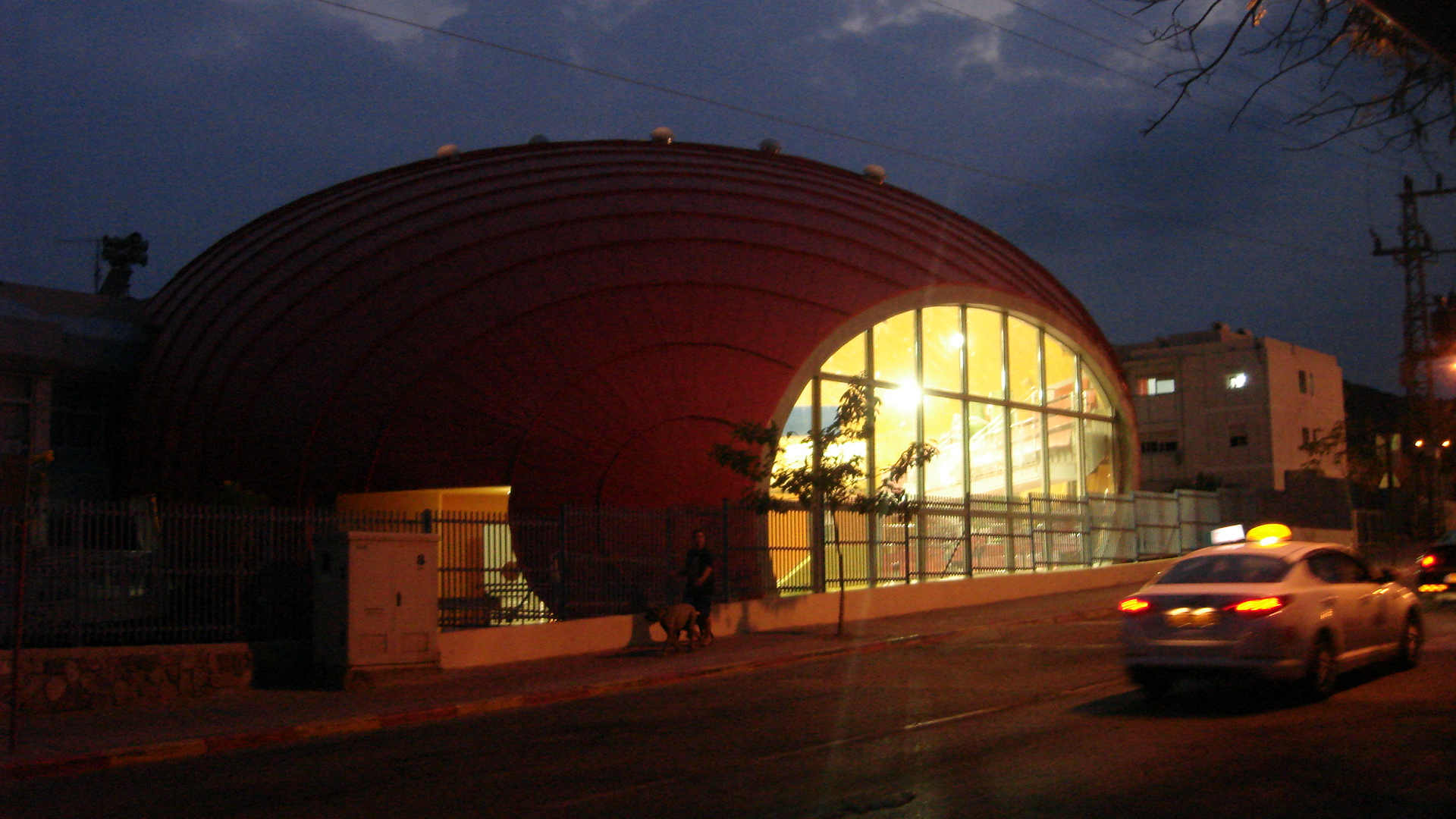
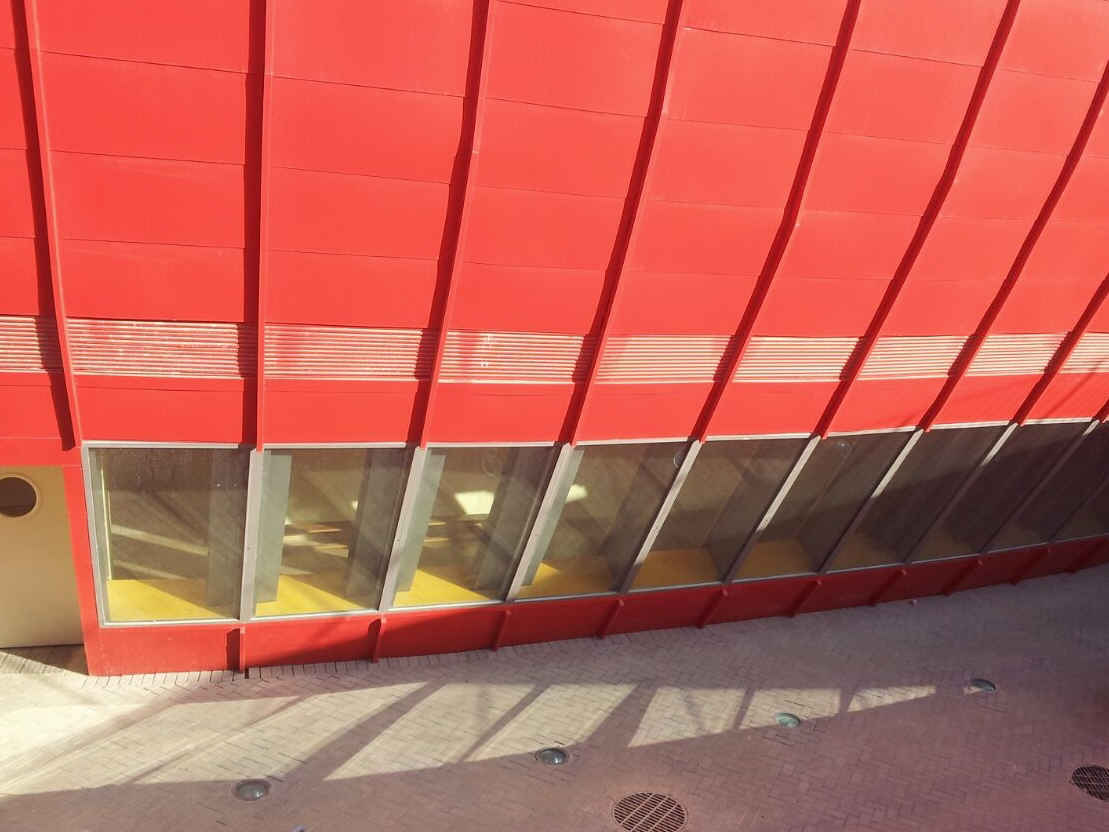
Photo by Roni Bodek